# Chiasmocleis antenori
Chiasmocleis antenori é uma espécie de anfíbio da família Microhylidae. Pode ser encontrada no Peru, Equador e Brasil (Acre).